# Francis Gary Powers

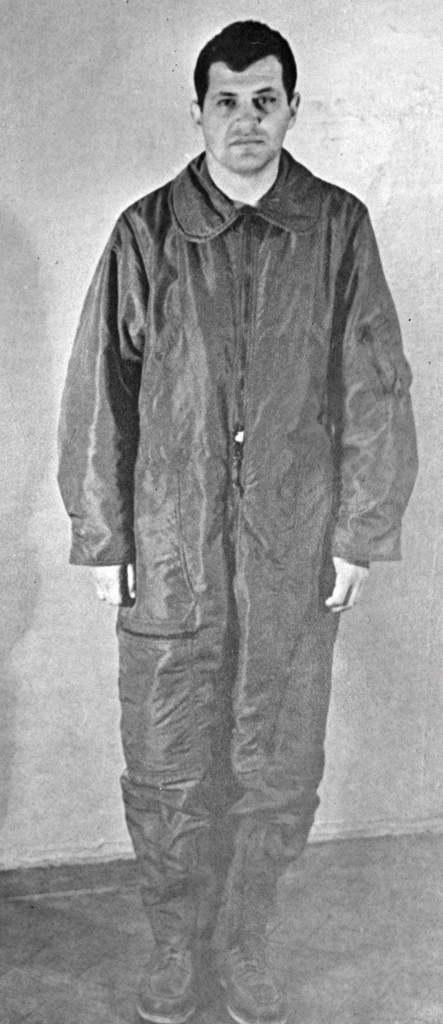
Francis Gary Powers (November 1960 in Gefangenschaft)

Francis Gary Powers (* 17. August 1929 in Jenkins, Kentucky; † 1. August 1977 in Encino, Los Angeles, Kalifornien) war ein US-amerikanischer Pilot. Er wurde am 1. Mai 1960 während eines Spionagefluges von der sowjetischen Luftverteidigung bei Swerdlowsk (Ural) mit einer damals neuartigen Flugabwehrrakete abgeschossen, gefangen genommen und als Spion verurteilt.

## Militärdienst und Geheimdiensttätigkeit

### Air Force

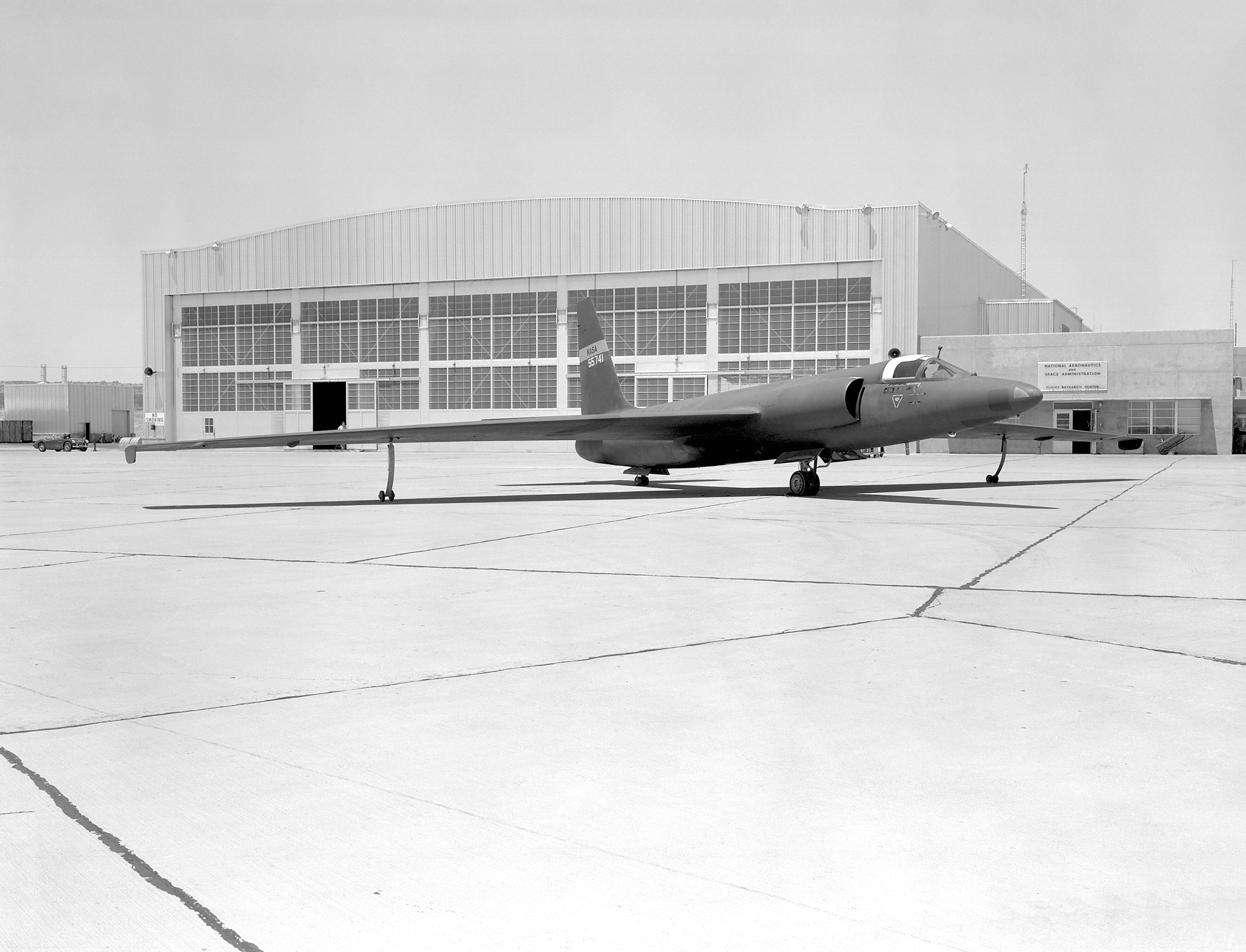
Eine U-2 mit fingierten Markierungen und einer fiktiven Seriennummer der NASA. Das am 6. Mai 1960 präsentierte Flugzeug sollte belegen, dass Powers ein Pilot der NASA und nicht der CIA war.

Powers trat 1950 in die United States Air Force (USAF) ein und wurde nach der Ausbildung zum Strahlflugzeug-Piloten zur 468th Strategic Fighter Squadron, ausgerüstet mit F-84, an die Turner Air Force Base im US-Bundesstaat Georgia versetzt. Er nahm an Einsätzen im Koreakrieg teil, wurde dann jedoch vom Auslandsgeheimdienst der USA, der Central Intelligence Agency (CIA), wegen seiner hervorragenden Leistungen als Pilot abgeworben. Powers verließ die US Air Force 1956 als Captain und wurde Pilot des neuartigen Spionageflugzeugs U-2.

### CIA
Die U-2 war Mitte der 1950er Jahre von den Lockheed Skunk Works für die CIA entwickelt worden, um in großer Höhe völkerrechtswidrige Aufklärungsflüge über der Sowjetunion durchzuführen. Man wollte herausbekommen, wie weit diese bei ihrer Aufrüstung im Kalten Krieg schon gekommen war. Der erste Aufklärungsflug startete am 4. Juli 1956 vom Militärflugplatz Erbenheim in Westdeutschland aus. Fast vier Jahre lang überflogen nun Spionageflugzeuge in unregelmäßigen Abständen die Sowjetunion, ohne dass diese etwas dagegen tun konnte.

#### Spionageflug und Verurteilung

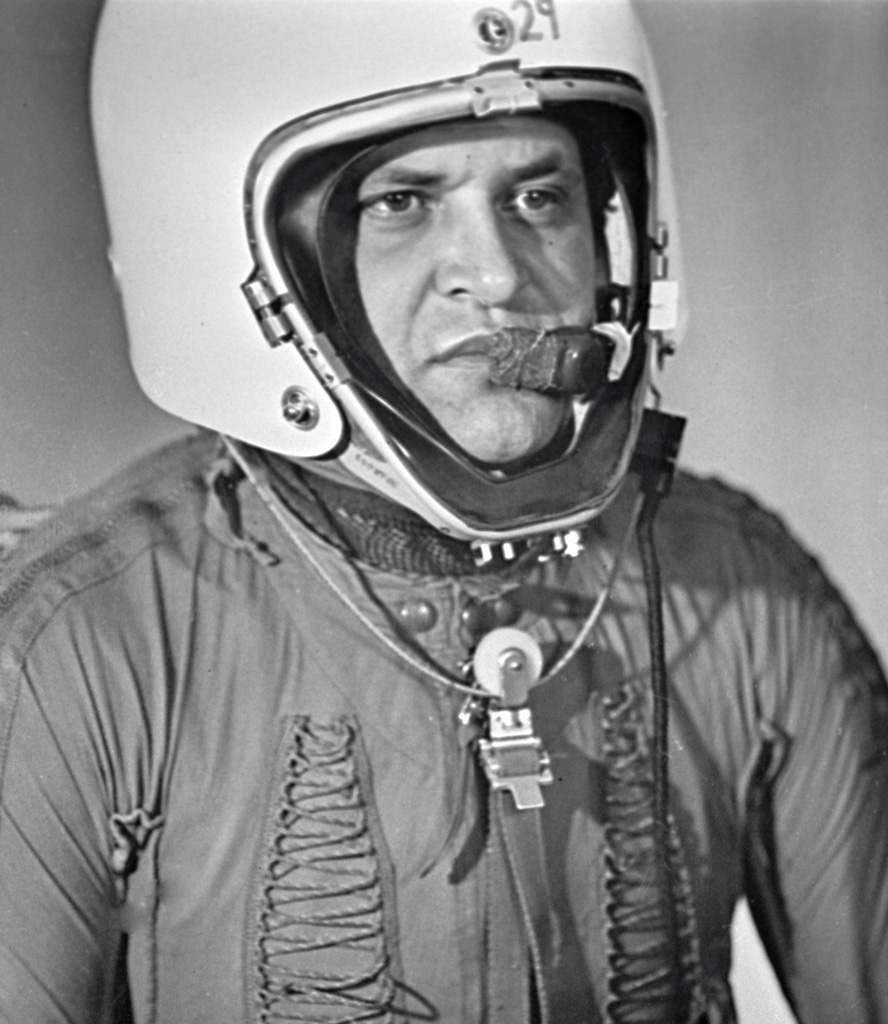
Francis Gary Powers im Druckanzug (1960)

Francis Gary Powers, der 1960 auf dem Luftwaffenstützpunkt Incirlik in der Türkei stationiert war, wurde am 1. Mai 1960 während eines Spionagefluges von Peschawar (Pakistan) nach Bodø (Norwegen) von einer neuentwickelten S-75-Boden-Luft-Rakete südlich von Swerdlowsk in einer Höhe von 20.000 m abgeschossen, kurz nachdem er das Gebiet um die Kerntechnische Anlage Majak überflogen hatte. Die sowjetische Luftverteidigung feuerte mehrere Raketen ab, je nach Quelle bis 14 Stück. Erst Jahrzehnte später wurde bekannt, dass eines von zwei sowjetischen Flugzeugen vom Typ Mikojan-Gurewitsch MiG-19, die mit einem Abfangauftrag gestartet waren (siehe Abfangjäger), ebenfalls abgeschossen wurde. Der Pilot kam beim Abschuss laut Nowaja gaseta eine halbe Stunde nach dem Abschuss der U-2 ums Leben. Ferner wird in verschiedenen Quellen berichtet, dass vor dem Abschuss der U-2 ein Su-9-Experimentalflugzeug ohne Bewaffnung den Auftrag hatte, die U-2 zu rammen.
Powers konnte wegen der auf ihn wirkenden Fliehkräfte beim Absturz nicht die für diesen Fall vorgesehene Sprengung der mitgeführten Kameras auslösen und auch seine Beine nicht bewegen. Er schaffte den Ausstieg erst in einer Höhe von etwa 10.000 m, der Fallschirm öffnete sich in einer Höhe von etwa 5000 m. Noch in der Luft versuchte er, alle ihn belastenden Materialien loszuwerden. Eine mitgeführte tödliche Giftnadel, versteckt in einem Dollarstück, wendete er nicht an (dies war jedem Piloten freigestellt). Powers wurde von Bauern auf einem Feld gestellt und gefangen genommen. Am 19. August 1960 wurde er wegen Spionage vom Obersten Gerichtshof der UdSSR zu zehn Jahren Haft (sieben davon im Arbeitslager) verurteilt. Powers kam ins Gefängnis in Wladimir.
Die US-Behörden nahmen anfangs an, dass das Flugzeug beim Abschuss zerstört und Powers getötet worden war. Um die Spionagetätigkeit zu verschleiern, wurde der Flug als ein NASA-Flug zur Wetterbeobachtung dargestellt. Am 6. Mai wurde der Presse deshalb im NASA-Flugerprobungszentrum auf der Edwards Air Force Base eine U-2 mit gefälschten Markierungen der NASA präsentiert, die beweisen sollte, dass auch Powers ein solches Flugzeug zur Wettererkundung geflogen habe. Von Seiten der Sowjetunion wurde jedoch am folgenden Tag, dem 7. Mai, der lebende Pilot und Spionageausrüstung aus dem Flugzeugwrack präsentiert und verlautbart, dass er bereits eingestanden habe, spioniert zu haben. Regierungschef Nikita Chruschtschow verlangte eine Entschuldigung von US-Präsident Dwight D. Eisenhower. Am 9. Mai 1960 bestätigte US-Außenminister Christian Herter, dass derartige Spionageflüge bereits seit Juli 1956 stattfanden. Am 11. Mai 1960 übernahm US-Präsident Eisenhower, der jeden Flug genehmigen musste, die volle Verantwortung. Er lehnte Chruschtschows Forderung, den Luftzwischenfall als aggressiven Akt der USA anzuerkennen, ab. Daraufhin sagte Chruschtschow die für den 16. Mai 1960 angesetzte Pariser Gipfelkonferenz der alliierten Siegermächte ab.

#### Freilassung
Es kam zu Verhandlungen über Powers’ Freilassung, die sich aber immer wieder verzögerten. Verhandlungsführer der USA war der Anwalt James B. Donovan, der im Auftrag des CIA-Mitarbeiters Milan C. Miskovsky agierte.
Powers sollte schließlich gegen Rudolf Abel, einen Spitzenspion der Sowjetunion in den USA, ausgetauscht werden. Abel, ein Oberst des KGB, hatte seit 1950 die Kernwaffen-Projekte der USA ausspioniert. Er war 1957 vom FBI verhaftet worden und verbüßte nun im United States Penitentiary Atlanta eine Freiheitsstrafe von 30 Jahren. FBI-Chef J. Edgar Hoover stufte Abel als bedeutsameren Gefangenen als den U-2-Piloten Powers ein, weshalb er den Austausch ablehnte. Erst nachdem John F. Kennedy 1961 die Beziehungen zur Sowjetunion neu geordnet hatte, rückte ein Austausch in greifbare Nähe. Powers notierte während seiner Haft in seinem Tagebuch: „Hoffe auf Entspannung und Friedenspolitik. Ist gut für meinen Fall. Und: Bin sicher, dass ich nicht zehn Jahre bleiben werde.“
Durch Vermittlung des Rechtsanwalts Wolfgang Vogel wurde Powers gegen Rudolf Abel ausgetauscht. Am 10. Februar 1962 um 8:44 Uhr wurde Powers über die Glienicker Brücke in Potsdam geführt; sechs Minuten später wurde Rudolf Abel überstellt. Anschließend wurde Powers zunächst vor der Presse abgeschirmt und von US-Behörden vernommen. Es sollte geklärt werden, wie die U-2, die bis dahin in 22.000 Meter Höhe als unerreichbar für Luftabwehrwaffen galt, abgeschossen werden konnte und was genau Powers während seiner Gefangenschaft über seine Tätigkeit und das Flugzeug preisgegeben hatte. Er wurde verdächtigt, mehr erzählt zu haben, als sein Schwur zur Verschwiegenheit erlaubt hätte.

## Zivilleben
Powers arbeitete anschließend aufgrund seiner Erfahrung mit der U-2 als Testpilot bei Lockheed in Burbank. 1976 wurde er Hubschrauberpilot beim kalifornischen Fernsehsender K-NBC. Er kam am 1. August 1977 ums Leben, als sein Hubschrauber (eine modifizierte Version der Bell 206 JetRanger) bei Dreharbeiten für einen Bericht über ein Buschfeuer nördlich von Santa Barbara in Encino abstürzte. Er wurde auf dem Nationalfriedhof Arlington beigesetzt.

## Powers in der Populärkultur
- In Rudolf Nussgrubers Fernsehfilm Die U-2-Affäre (ZDF 1970) wird Powers von Michael Degen dargestellt.
- In Steven Spielbergs Historiendrama Bridge of Spies – Der Unterhändler aus dem Jahr 2015 wird Powers vom Schauspieler Austin Stowell gespielt.